# Valérie Gabelica
Valérie Gabelica est une chimiste belge, spécialiste de spectrométrie de masse des acides nucléiques et complexes supramoléculaires,.

## Biographie
Valérie Gabelica a obtenu son doctorat de chimie à l'université de Liège en 2002. Elle effectue un an de postdoctorat à l'Université de Francfort puis intègre le Fonds de la recherche scientifique à Bruxelles.
En janvier 2013, elle rejoint l'INSERM U869 ARNA à l'université de Bordeaux.
Depuis février 2021, elle est éditrice associée en chimie analytique à l'American Chemical Society.
Depuis janvier 2021 elle est directrice de l'Institut européen de chimie et biologie (IECB) à Pessac.

## Prix et distinctions
- 2022 : Prix recherche de l'INSERM[3]
- 2021 : Lauréate du Prix pour les sciences du vivant de la Fondation Bettencourt-Schueller[4].